# Dactyloscirus rosarioae
Dactyloscirus rosarioae är en spindeldjursart som beskrevs av Corpuz-Raros 1995. Dactyloscirus rosarioae ingår i släktet Dactyloscirus och familjen Cunaxidae. Inga underarter finns listade i Catalogue of Life.